# Никаја
Никаја (грч. Νίκαια []) или, застарело, Никеја Атинска, је девето по величини насеље у Грчкој и једно од највећих предграђа главног града Атине. Никаја припада префектури Пиреј у оквиру периферије Атика.

## Положај
Никаја се налази западно од управних граница Атине и непосредно северо од Пиреја. Удаљеност између средишта ова два насеља је свега 5 км.

## Становништво
Кретање броја становника у општини по пописима:
| 1981.  | 1991.  | 2001.  |
| ------ | ------ | ------ |
| 90.368 | 87.597 | 93.086 |